# Lijst van parken en reservaten in Indonesië
Dit is een lijst met Nationale parken van Indonesië. Van de 51 Nationale Parken zijn er zes Werelderfgoed en maken er zes deel uit van het World Network of Biosphere Reserves. Drie zijn wetlands van internationaal belang onder de Conventie van Ramsar.
De eerste 5 nationale parken van Indonesië zijn opgericht in 1980. Dit aantal is geleidelijk gestegen tot 41 in 2003. In 2004 zijn er negen aan toegevoegd, waardoor het totaal aantal op 50 kwam.
Het werelderfgoed Tropisch regenwoud van Sumatra bestaat uit de volgende drie parken: Nationaal Park Gunung Leuser, Nationaal Park Kerinci Seblat en Nationaal Park Bukit Barisan Selatan.

## Java

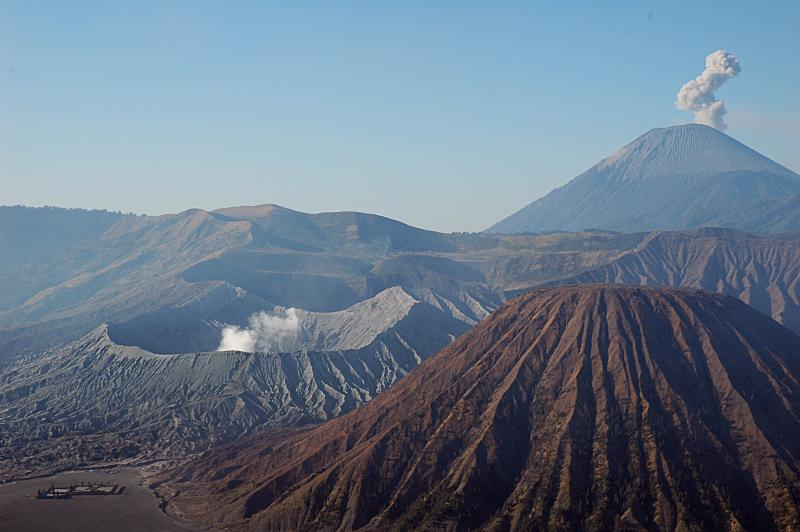
Nationaal Park Bromo Tengger Semeru

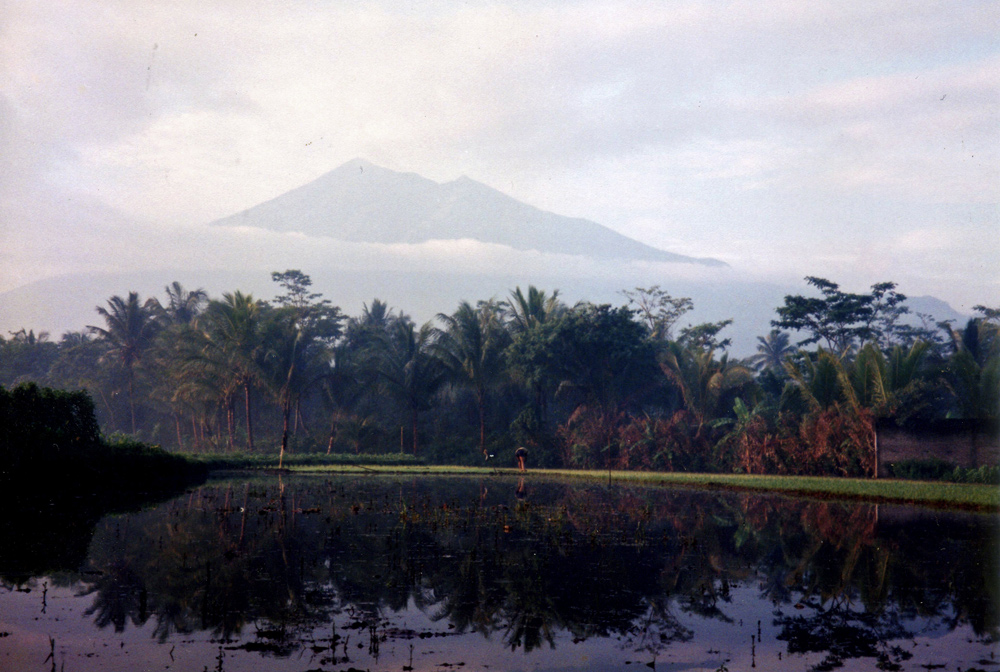
Nationaal Park Gunung Merbabu

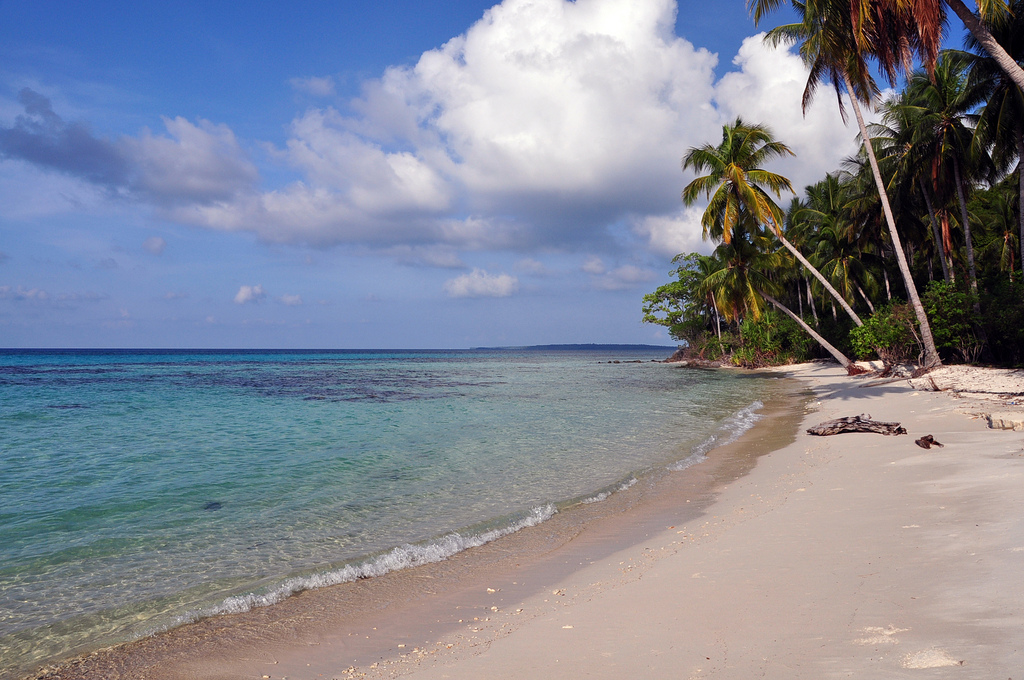
Nationaal Park Karimunjawa

| Naam                  | Jaar | Oppervlakte | Oppervlakte | Water   | Internationale status               |
| Naam                  | Jaar | km²         | mi²         | Water   | Internationale status               |
| --------------------- | ---- | ----------- | ----------- | ------- | ----------------------------------- |
| Alas Purwo            | 1992 | 434         | 168         |         |                                     |
| Baluran               | 1980 | 250         | 96          |         |                                     |
| Bromo Tengger Semeru  | 1983 | 503         | 194         |         |                                     |
| Gunung Ciremai        | 2004 | 155         | 60          |         |                                     |
| Gunung Gede Pangrango | 1980 | 150         | 58          |         | World Network of Biosphere Reserves |
| Gunung Halimun        | 1992 | 400         | 150         |         |                                     |
| Gunung Merapi         | 2004 | 64          | 25          |         |                                     |
| Gunung Merbabu        | 2004 | 57          | 21          |         |                                     |
| Karimunjawa           | 1986 | 1.116       | 431         | vooral  |                                     |
| Kepulauan Seribu      | 1982 | 1.080       | 420         | vooral  |                                     |
| Meru Betiri           | 1982 | 580         | 224         |         |                                     |
| Ujung Kulon           | 1992 | 1.206       | 466         | 443 km² | Werelderfgoed                       |

## Kalimantan

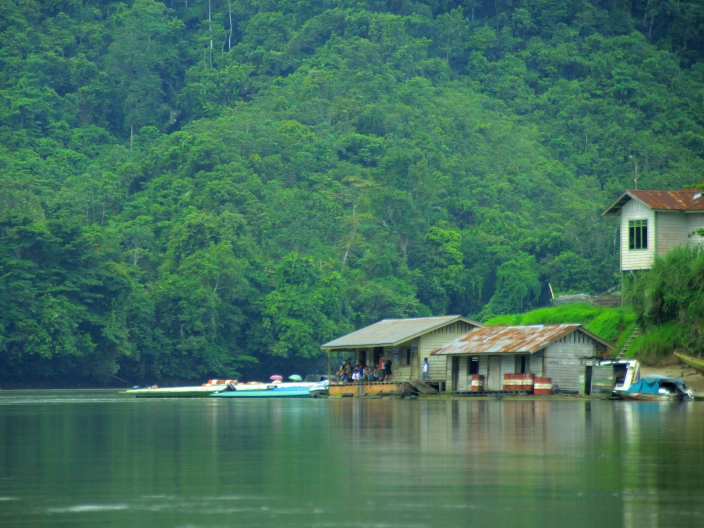
Nationaal Park Kayan Mentarang

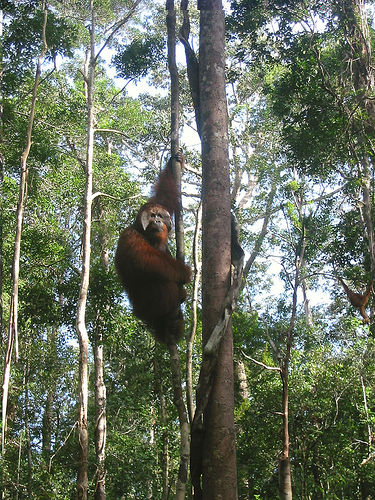
Nationaal Park Tanjung Puting

| Naam                  | Jaar | Oppervlakte | Oppervlakte | Water | Internationale status               |
| Naam                  | Jaar | km²         | mi²         | Water | Internationale status               |
| --------------------- | ---- | ----------- | ----------- | ----- | ----------------------------------- |
| Betung Kerihun        | 1995 | 8.000       | 3.100       |       | Voorstel Werelderfgoed              |
| Bukit Baka Bukit Raya | 1992 | 1.811       | 699         |       |                                     |
| Danau Sentarum        | 1999 | 1.320       | 510         |       | Conventie van Ramsar                |
| Gunung Palung         | 1990 | 900         | 350         |       |                                     |
| Kayan Mentarang       | 1996 | 13.605      | 5.252       |       |                                     |
| Kutai                 | 1982 | 1.986       | 767         |       |                                     |
| Sabangau              | 2004 | 5.687       | 2.196       |       |                                     |
| Tanjung Puting        | 1982 | 3.550       | 1.370       |       | World Network of Biosphere Reserves |

## Kleine Sunda-eilanden

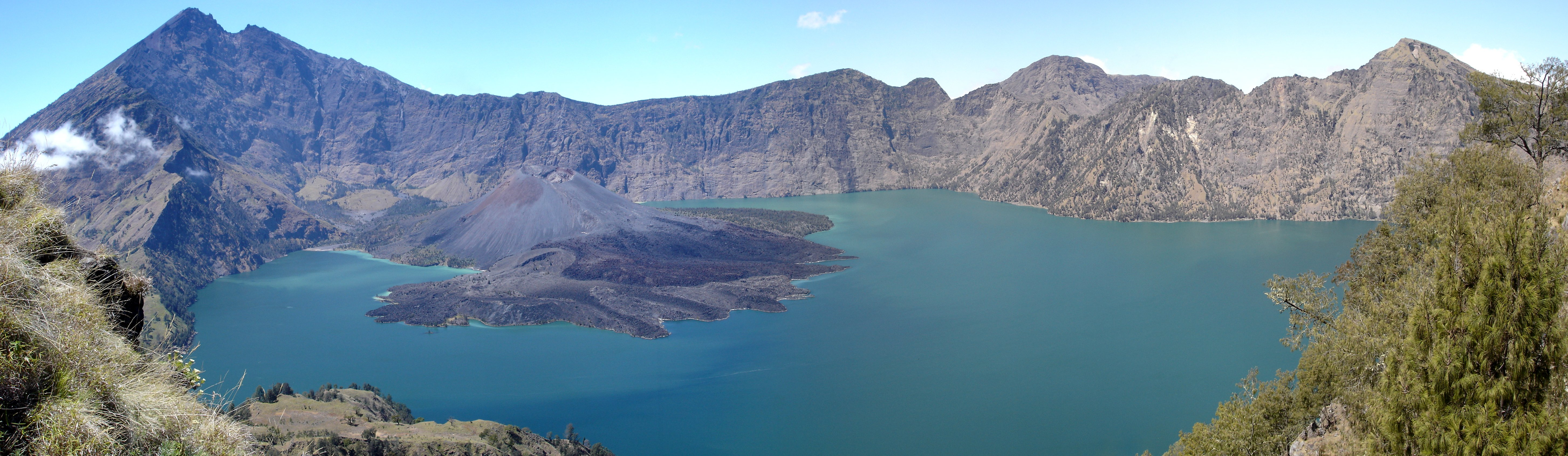
Nationaal Park Gunung Rinjani

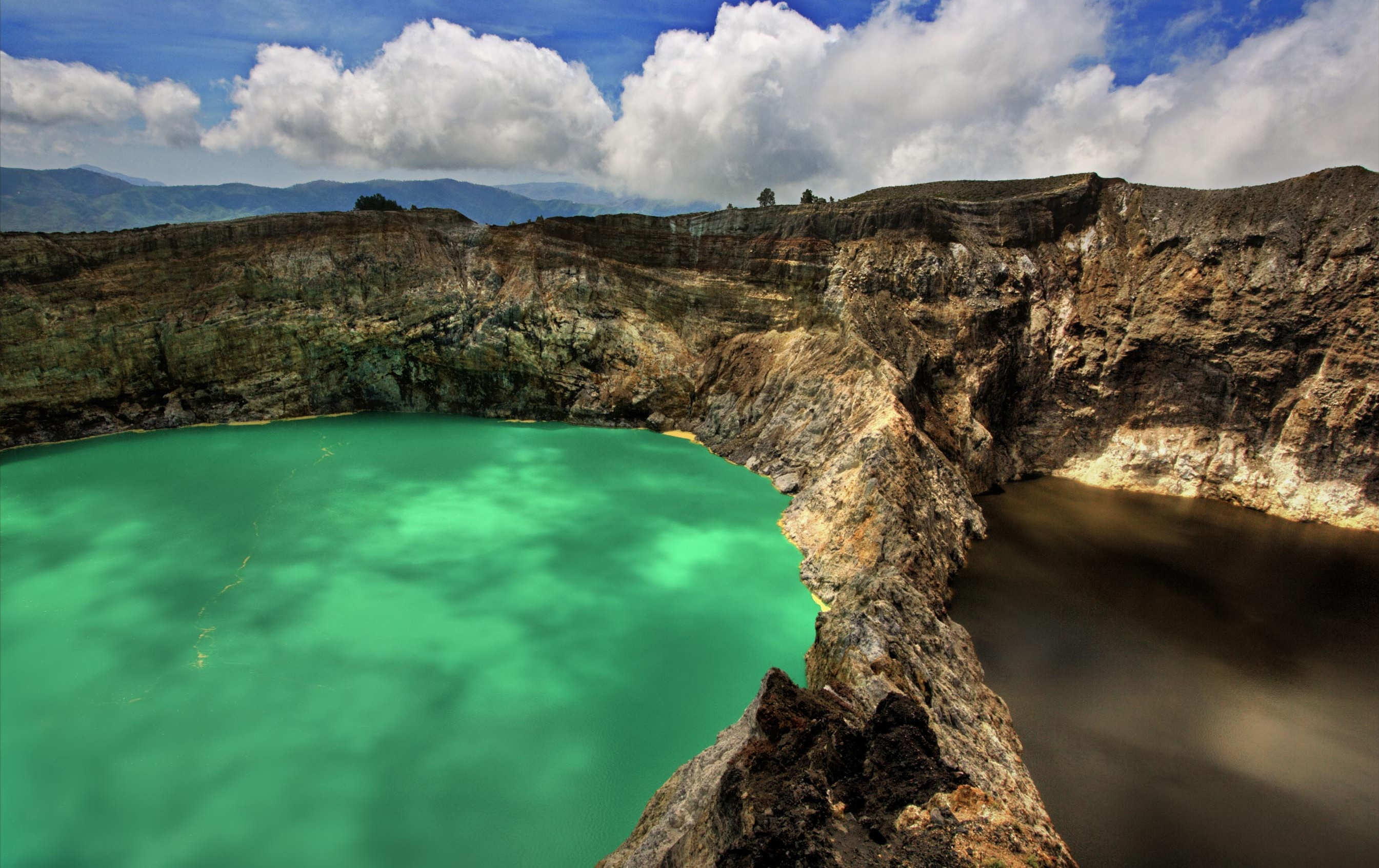
Nationaal Park Kelimutu

| Naam                | Jaar | Oppervlakte | Oppervlakte | Water | Internationale status                              |
| Naam                | Jaar | km²         | mi²         | Water | Internationale status                              |
| ------------------- | ---- | ----------- | ----------- | ----- | -------------------------------------------------- |
| Bali Barat          | 1995 | 190         | 73          |       |                                                    |
| Gunung Rinjani      | 1990 | 413         | 159         |       |                                                    |
| Gunung Tambora      | 2015 | 716         | 276         |       | [ 6 ]                                              |
| Kelimutu            | 1992 | 50          | 20          |       |                                                    |
| Komodo              | 1980 | 1.817       | 701         | 66%   | Werelderfgoed; World Network of Biosphere Reserves |
| Laiwangi Wanggameti | 1998 | 470         | 180         |       |                                                    |
| Manupeu Tanah Daru  | 1998 | 880         | 340         |       |                                                    |

## Molukken en Papoea

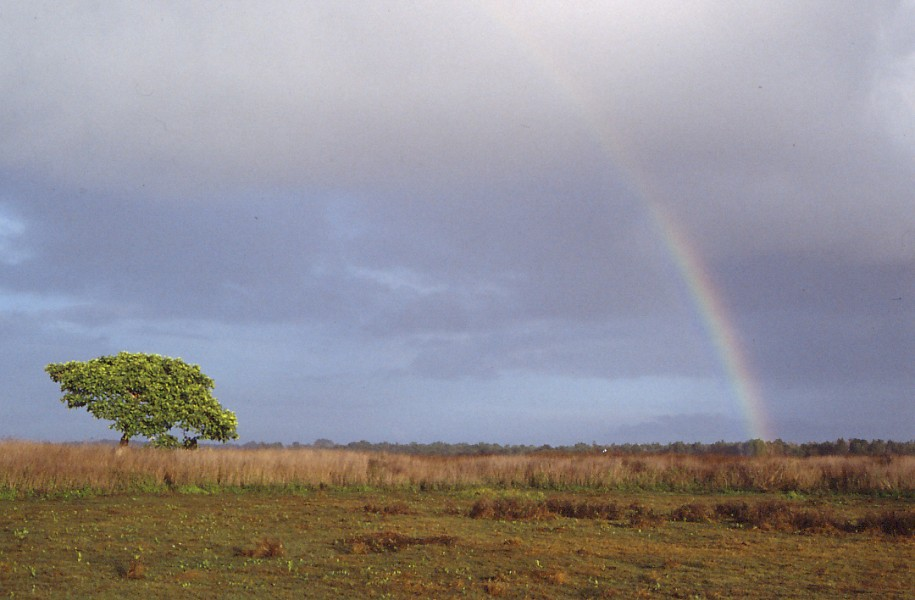
Nationaal Park Wasur

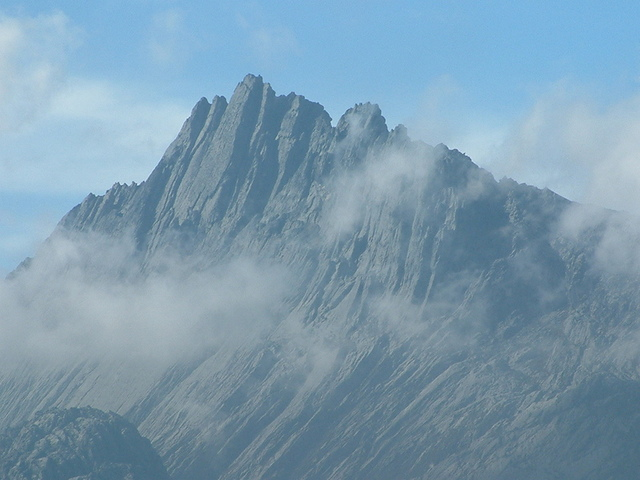
Nationaal Park Lorentz

| Naam               | Jaar | Oppervlakte | Oppervlakte | Water | Internationale status |
| Naam               | Jaar | km²         | mi²         | Water | Internationale status |
| ------------------ | ---- | ----------- | ----------- | ----- | --------------------- |
| Aketajawe-Lolobata | 2004 | 1.673       | 646         |       |                       |
| Lorentz            | 1997 | 25.050      | 9.670       |       | Werelderfgoed         |
| Manusela           | 1982 | 1.890       | 729         |       |                       |
| Teluk Cenderawasih | 2002 | 14.535      | 5.611       | 90%   |                       |
| Wasur              | 1990 | 4.138       | 1598        |       | Conventie van Ramsar  |

## Sulawesi

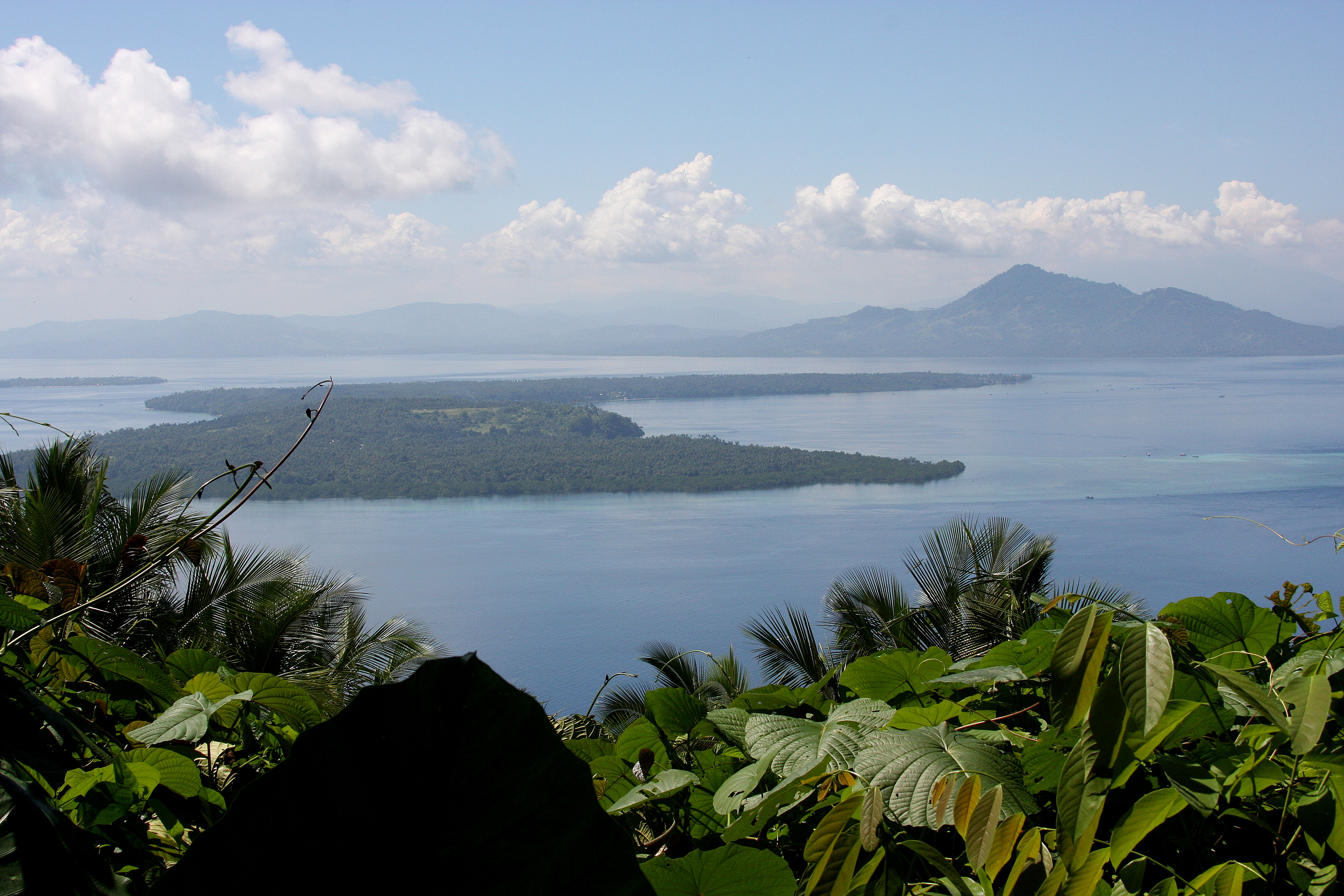
Nationaal Park Bunaken

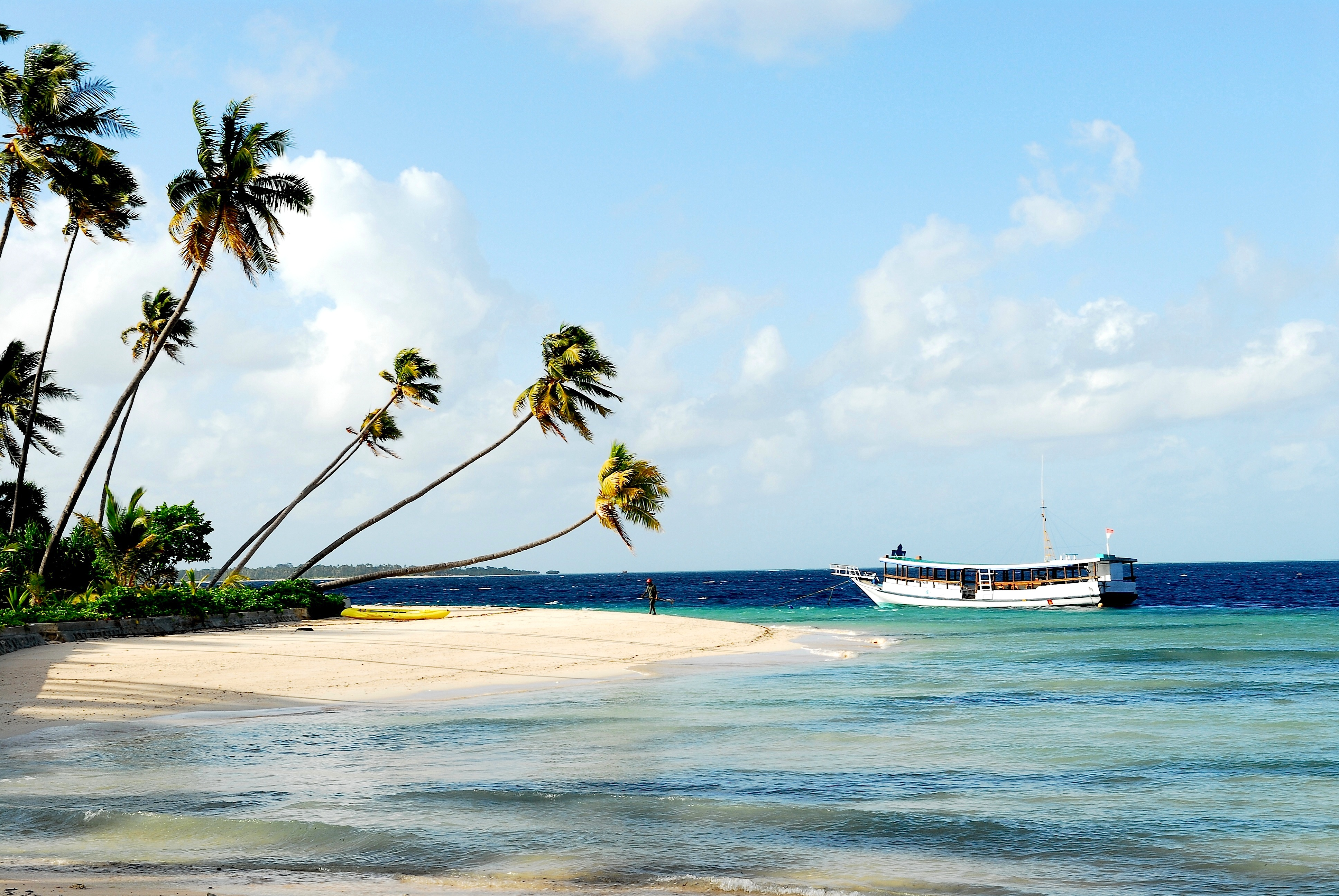
Nationaal Park Wakatobi

| Naam                      | Jaar | Oppervlakte | Oppervlakte | Water   | Internationale status               |
| Naam                      | Jaar | km²         | mi²         | Water   | Internationale status               |
| ------------------------- | ---- | ----------- | ----------- | ------- | ----------------------------------- |
| Bantimurung - Bulusaraung | 2004 | 480         | 185         |         |                                     |
| Bogani Nani Wartabone     | 1991 | 2.871       | 1.108       |         |                                     |
| Bunaken                   | 1991 | 890         | 305         | 97%     | Voorstel Werelderfgoed              |
| Kepulauan Togean          | 2004 | 3.620       | 1.400       | 700 km² |                                     |
| Lore Lindu                | 1982 | 2.290       | 884         |         | World Network of Biosphere Reserves |
| Rawa Aopa Watumohai       | 1989 | 1.052       | 406         |         |                                     |
| Taka Bone Rate            | 2001 | 5.308       | 2.049       | vooral  | Voorstel Werelderfgoed              |
| Wakatobi                  | 2002 | 13.900      | 5.370       | vooral  | Voorstel Werelderfgoed              |

## Sumatra

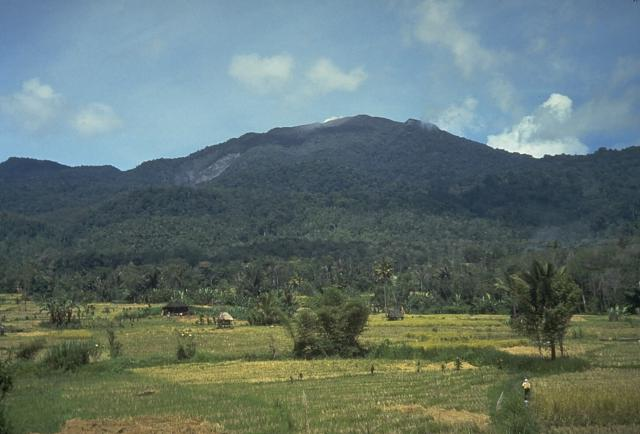
Nationaal Park Batang Gadis

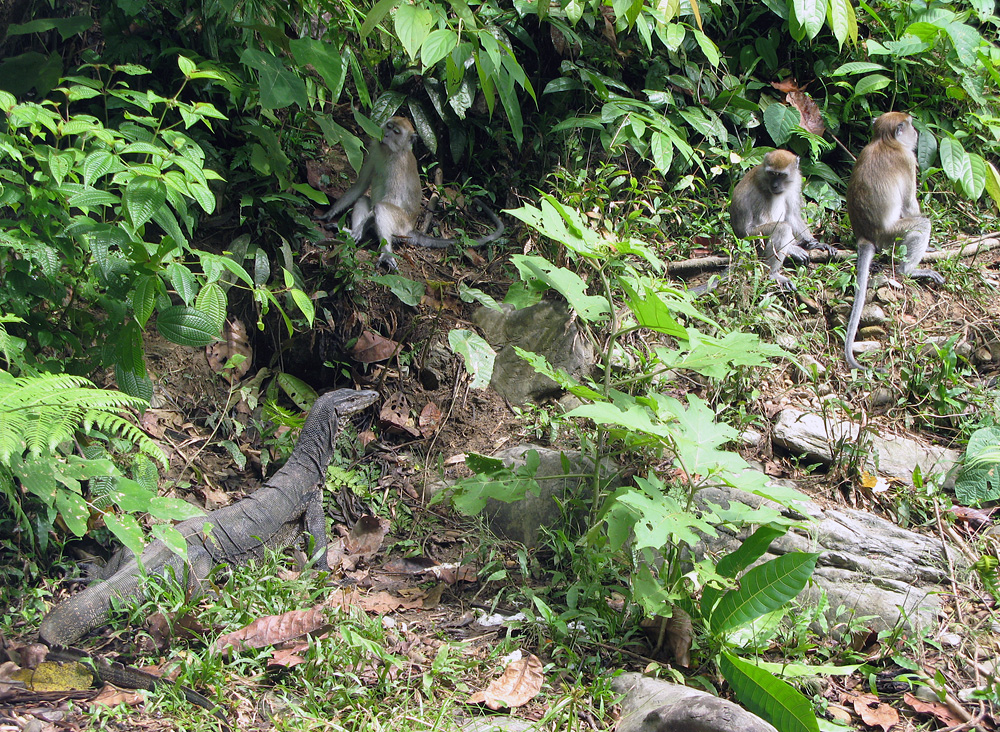
Nationaal Park Gunung Leuser

| Naam                  | Jaar | Oppervlakte | Oppervlakte | Water | Internationale status                                           |
| Naam                  | Jaar | km²         | mi²         | Water | Internationale status                                           |
| --------------------- | ---- | ----------- | ----------- | ----- | --------------------------------------------------------------- |
| Batang Gadis          | 2004 | 1.080       | 417         |       |                                                                 |
| Berbak                | 1992 | 1.627       | 628         |       | Conventie van Ramsar                                            |
| Bukit Barisan Selatan | 1999 | 3.650       | 1410        |       | Onderdeel van Werelderfgoed                                     |
| Bukit Duabelas        | 2000 | 605         | 233         |       |                                                                 |
| Bukit Tigapuluh       | 1995 | 1.277       | 493         |       |                                                                 |
| Gunung Leuser         | 1980 | 7.927       | 3.061       |       | Onderdeel van Werelderfgoed World Network of Biosphere Reserves |
| Kerinci Seblat        | 1999 | 13.750      | 5.310       |       | Onderdeel van Werelderfgoed                                     |
| Sembilang             | 2001 | 2.051       | 792         |       |                                                                 |
| Siberut               | 1992 | 1.905       | 735         |       | World Network of Biosphere Reserves                             |
| Tesso Nilo            | 2004 | 386         | 149         |       |                                                                 |
| Way Kambas            | 1989 | 1.300       | 500         |       |                                                                 |